# Stazione di Berchidda
Stazione di Berchidda vasútállomás Olaszországban, Szardínia régióban, Berchidda településen.

## Vasútvonalak
Az állomást az alábbi vasútvonalak érintik:
- Cagliari–Golfo Aranci Marittima-vasútvonal

## Kapcsolódó állomások
A vasútállomáshoz az alábbi állomások vannak a legközelebb: 
- Stazione di Oschiri
- Mandras railway station